# Безотечество, Борис Викторович
Бори́с Ви́кторович Безоте́чество (род. 27 января 1971, Анжеро-Судженск, Кемеровская область, РСФСР, СССР) — российский преступник, разбойник, убил 2 человек, знаменит тем, что с двумя своими друзьями совершил нашумевший побег из Бутырской тюрьмы 5 сентября 2001 года. В отличие от своих бежавших сообщников, был задержан лишь через полтора года.

## Биография
Родился в Кемеровской области в городе Анжеро-Судженск. Преступную деятельность начал рано. В 1991 году, находясь на срочной службе, совершил кражу и грабёж и был осужден военным трибуналом Владивостокского гарнизона на 7 лет лишения свободы. Отсидел срок полностью. Позднее, после освобождения работал на кладбище в Кузбассе.
19 сентября 1998 года Безотечество совершил жестокое двойное убийство. С помощью несовершеннолетней соучастницы он проник в дом смотрителя кладбища (где работал землекопом). Там он перерезал горло 16-летней дочери и заколол ножом его престарелую больную мать. После этого пара бандитов ограбила дом. Причиной столь кровавой расправы стали давние неприязненные отношения с хозяином дома. По словам Владимира Железогло:
Никакого инженерного или строительного образования, как писали СМИ, он не имел. На свободе он работал на кладбище. Могилы копал. Он не то что бы страшным человеком был, но… У него преступление нехорошее. В посёлке под Кемерово, забыл, как называется, два кладбища: одно, на котором он работал, а второе коммерческое какое-то. У них конкуренция. Директор кладбища просит Бориса устранить того директора. Он пошёл, дома хозяина не было, только дочка и бабушка. Он их… Мне сестра недавно писала, что про Безотечество снимали фильм, и режиссёр свое мнение высказал: «Я бы не хотел, чтобы он освобождался». Такой вывод он сделал…
Преступление потрясло весь Кузбасс. На раскрытие убийства были направлены все правоохранительные силы города. Преступники были задержаны в короткие сроки. Борису было назначено наказание в виде пожизненного лишения свободы, с отбыванием первых 8 лет в тюрьме, а последующих — в исправительной колонии особого режима. Безотечество подал кассационную жалобу, в которой утверждал, что во время преступления он был один, никого с ним не было, Кемеровским областным судом не в полной мере выяснены и фактические обстоятельства дела, а также то, что он страдает психическим заболеванием. Жалоба была отклонена, приговор оставлен в силе.
Изначально отбывал наказание в колонии Вологодский пятак в Белозёрском районе Вологодской области. На данный момент отбывает наказание в ИК-18 «Полярная сова» в посёлке Харп Ямало-Ненецкого автономного округа.